# Taikanite
La taikanite è un minerale.